# Апписи, Винни
Винсент (Винни) А́ппис (англ. Vinny Appice; 13 сентября 1957, Бруклин, Нью-Йорк) — американский барабанщик, известный по работе в группах «тяжёлой» направленности — Black Sabbath, Dio, Heaven and Hell. Потомок выходцев из Италии. В возрасте 18 лет играл также с Джоном Ленноном. Младший брат барабанщика Кармайна Апписа.
Родился в Бруклине в семье Кармина Чарльза и Мэри Аппис.

## Дискография
Rick Derringer
- Derringer (1976)
- Sweet Evil (1977)
- Derringer Live (1978)

Axis
- It’s A Circus World (1978)

Black Sabbath
- Mob Rules (1981)
- Live Evil (1982)
- Dehumanizer (1992)
- Black Sabbath: The Dio Years (2007)
- Live at Hammersmith Odeon (2007)

Dio
- Holy Diver (1983)
- The Last in Line (1984)
- Sacred Heart (1985)
- Intermission (1985)
- Dream Evil (1987)
- Strange Highways (1994)
- Angry Machines (1996)
- Inferno - Last in Live (1998)

World War III
- World War III (1990)

Power Project
- Dinosaurs (2006)

'Legged Dogg
- Frozen Summer (2006)

Heaven and Hell
- Live from Radio City Music Hall (2007)
- The Devil You Know (2009)

Hollywood Monsters
- Hollywood Monsters — Big Trouble (2014)

Stonehand
- Stonehand — When The Devil Comes (2015)